# Piràmide d'Userkaf

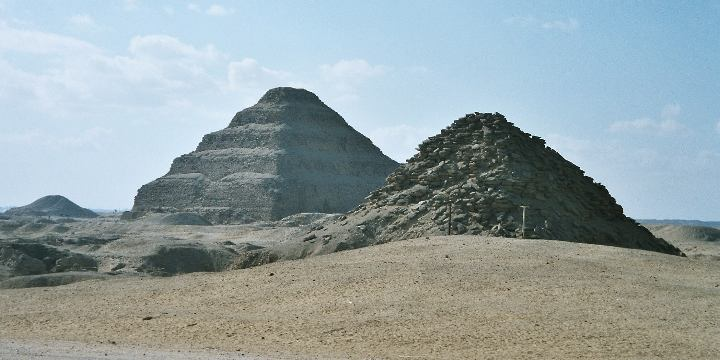
Piràmida d'Userkaf amb la piràmide esglaonada de Djoser al fons

La piràmide d'Userkaf és una piràmide construïda a Saqqara pel faraó Userkaf, fundador de la dinastia V. Fou construïda prop de la piràmide esglaonada de Djoser i bastant llunyana de la mastaba del seu predecessor Shepseskaf, de la dinastia IV. Altres faraons de la dinastia V van construir les seves piràmides al camp d'Abusir, però molts egiptòlegs consideren Abusir com una extensió de Saqqara. El seu nom original fou "Els llocs de culte d'Userkaf són purs" i avui dia se l'esmenta com "la piràmide enrunada". La seva altura era de 49 metres; la seva base de 73,30 metres i la inclinació de 53 graus. La petita piràmide de culte mesurava 15 metres, amb una base de 20 metres i un angle d'inclinació també de 53 graus.
La calçada que porta al temple de la vall i al temple mortuori no ha estat estudiada. El temple mortuori i la piràmide eren rodejats per un mur de pedra. El temple mortuori fou construït a la part sud (els reis de la dinastia IV ho feien a l'est, i els de la dinastia III al nord, però els de la dinastia V ho van fer al sud). El temple mortuori fou alterat per la construcció d'una tomba durant el període saïta, i a més fou objecte de robatori de les seves pedres pels saquejadors.
L'entrada al temple era per la cantonada sud-est, al final de la calçada. Hi havia cinc magatzems annexos prop de l'entrada i unes escales. El corredor girava en angle recte dues vegades (a la dreta i després a l'esquerra) fins al pati amb pilars de granit per tots costats menys al sud, amb el nom d'Userkaf i els seus títols; el pati està pavimentat de basalt. A la paret del sud, hi havia una estàtua colossal d'Userkaf de 5 metres d'altura que és avui al Museu d'Antiguitats Egípcies del Caire, i que és l'estàtua colossal més gran després de l'esfinx de Guiza.
El santuari era a la part sud del pati i, per tant, separat de la piràmide pel pati. La cambra d'ofrenes era al costat est, en un petit temple tocant la paret oriental de la piràmide. El santuari consistia en una cambra amb setze pilars aparellats (8 i 8) de granit rosa i una capella amb entre 3 i 5 nínxols, en què hi havia estàtues de culte d'Userkaf; la cambra d'ofrenes tenia dos pilars i una falsa porta a la paret de la piràmide, amb les altres parets decorades amb escenes de sacrificis.
Al sud-oest de la piràmide, hi havia la petita piràmide de culte, de la qual només queden els dos nivells inferiors. Només tenia una cambra interior i el seu accés era pel nord.
La piràmide, construïda en capes horitzontals, tenia una entrada descendent que portava a les cambres inferiors. Una cambra amb un bloc de granit portava a l'avantcambra just a l'eix vertical de la piràmide, i allí feia un gir en angle recte cap a la dreta que portava a la cambra d'enterrament, el doble de gran que l'anterior; prop de la paret oest, es van trobar restes d'un sarcòfag.
Orazio Marucchi va descobrir l'obertura de la piràmide el 1831 al paviment del pati. No es va entrar a l'interior fins al 1839, quan Perring la va explorar a través d'un túnel fet pels lladres de tombes; Perring és l'únic que hi va entrar; el 1991 l'entrada fou cegada per un terratrèmol. Perring va atribuir la piràmide a Djedkare i així es va pensar fins al 1928, quan Firth va determinar que pertanyia a Userkaf. Amb la mort de Firth, el 1931, l'excavació no es va reprendre fins al 1948, quan Lauer la va continuar fins al 1955. El 1970, la va estudiar breument Ali el-Kholi.